# Llista de topònims de Pallejà
Llista de topònims (noms propis de lloc) del municipi de Pallejà, al Baix Llobregat
Informació actualitzada per un bot. Els canvis manuals es perdran quan s'actualitzi!

## barraca de vinya
| imatge | Nom                         | Ubicat a | instància de     | Detalls      | coordenades | Protecció | Commons (més fotos) | Dades a WD                    |
| ------ | --------------------------- | -------- | ---------------- | ------------ | --- | --------- | ------------------- | ----------------------------- |
|        | barraca de Vinya 1 - 26188  | Pallejà  | barraca de vinya |              | 41° 25′ 58″ N, 1° 59′ 25″ E / 41.4326927°N,1.9901966°E ca:Camí de darrera el cementiri.                                                                       |           |                     | Modifica les dades a Wikidata |
|        | barraca de Vinya 10 - 9916  | Pallejà  | barraca de vinya |              | 41° 25′ 51″ N, 1° 58′ 50″ E / 41.4308386°N,1.9806684°E ca:Camí de can Coll.                                                                                   |           |                     | Modifica les dades a Wikidata |
|        | barraca de Vinya 19         | Pallejà  | barraca de vinya | 19th century | 41° 26′ 00″ N, 1° 58′ 56″ E / 41.4332828°N,1.982218°E ca:Pista de terra entre el camí de les Rovires i els Tres Turons.                                       |           |                     | Modifica les dades a Wikidata |
|        | barraca de Vinya 2 - 9917   | Pallejà  | barraca de vinya |              | 41° 26′ 00″ N, 1° 59′ 21″ E / 41.4333079°N,1.9891879°E ca:Camí de darrera del cementiri.                                                                      |           |                     | Modifica les dades a Wikidata |
|        | barraca de Vinya 3 - 26189  | Pallejà  | barraca de vinya |              | 41° 26′ 00″ N, 1° 59′ 26″ E / 41.4333324°N,1.9905787°E ca:Camí de darrera del cementiri.                                                                      |           |                     | Modifica les dades a Wikidata |
|        | barraca de Vinya 4 - 26006  | Pallejà  | barraca de vinya |              | 41° 25′ 58″ N, 1° 59′ 17″ E / 41.4327533°N,1.9880046°E ca:Camí de darrera del cementiri nou.                                                                  |           |                     | Modifica les dades a Wikidata |
|        | barraca de Vinya 5 - 7254   | Pallejà  | barraca de vinya |              | 41° 26′ 02″ N, 1° 59′ 13″ E / 41.4339033°N,1.9870375°E ca:Camí de darrera del cementiri, abans d'agafar el trencall que mena a la Roca d'Adroc.               |           |                     | Modifica les dades a Wikidata |
|        | barraca de Vinya 6 - 23227  | Pallejà  | barraca de vinya |              | 41° 26′ 01″ N, 1° 59′ 04″ E / 41.4337185°N,1.9844216°E ca:Els Tres Turons.                                                                                    |           |                     | Modifica les dades a Wikidata |
|        | barraca de Vinya 7 - 15980  | Pallejà  | barraca de vinya |              | 41° 25′ 49″ N, 1° 59′ 16″ E / 41.4303317°N,1.9876778°E ca:Camí de les Rovires, passats uns 450 m des del seu inici, davant del cementiri nou.                 |           |                     | Modifica les dades a Wikidata |
|        | barraca de Vinya 8 - 16070  | Pallejà  | barraca de vinya |              | 41° 25′ 54″ N, 1° 59′ 04″ E / 41.4316248°N,1.984484°E ca:A tocar del camí de les Rovires, al marge de migdia i a uns 250 metres de la font.                   |           |                     | Modifica les dades a Wikidata |
|        | barraca de Vinya 9 - 23507  | Pallejà  | barraca de vinya |              | 41° 25′ 54″ N, 1° 58′ 54″ E / 41.4316189°N,1.9816508°E ca:Encreuament entre el camí de les Rovires i el de can Coll.                                          |           |                     | Modifica les dades a Wikidata |
|        | barraca de vinya 15 - 15913 | Pallejà  | barraca de vinya |              | 41° 25′ 02″ N, 1° 58′ 34″ E / 41.4172992°N,1.9762269°E ca:Extrem sud de la via dels Ametllers de Fontpineda.                                                  |           |                     | Modifica les dades a Wikidata |
|        | barraca de vinya 16 - 19689 | Pallejà  | barraca de vinya |              | 41° 24′ 38″ N, 1° 59′ 46″ E / 41.4106368°N,1.9960884°E ca:Camí de la Costa Pelada.                                                                            |           |                     | Modifica les dades a Wikidata |
|        | barraca de vinya 17 - 17481 | Pallejà  | barraca de vinya |              | 41° 24′ 36″ N, 1° 59′ 55″ E / 41.4101296°N,1.9985508°E ca:Al costat sud del camí que voreja la Costa Pelada.                                                  |           |                     | Modifica les dades a Wikidata |
|        | barraca de vinya 18 - 16072 | Pallejà  | barraca de vinya |              | 41° 24′ 43″ N, 1° 59′ 58″ E / 41.4118399°N,1.999414°E ca:Camí de la Costa Pelada, en el punt més proper a la línia de ferrocarril Manresa-Barcelona-Igualada. |           |                     | Modifica les dades a Wikidata |

## casa
| imatge | Nom                                        | Ubicat a | instància de | Detalls                                     | coordenades                                                                               | Protecció                                  | Commons (més fotos) | Dades a WD                    |
| ------ | ------------------------------------------ | -------- | ------------ | ------------------------------------------- | ----------------------------------------------------------------------------------------- | ------------------------------------------ | ------------------- | ----------------------------- |
|        | Ca l'Espluga                               | Pallejà  | casa         | 20th century                                | 41° 24′ 57″ N, 1° 59′ 49″ E / 41.4158066°N,1.997008°E ca:Carrer del Mestre Falla, 9       |                                            |                     | Modifica les dades a Wikidata |
|        | Ca l'Esquerrà de la Via                    | Pallejà  | casa         | 18th century                                | 41° 25′ 30″ N, 1° 59′ 42″ E / 41.4250362°N,1.99501°E ca:Carrer de Pau Claris, 64          |                                            |                     | Modifica les dades a Wikidata |
|        | Ca l'Obianc                                | Pallejà  | casa         | Estil: arquitectura modernista 20th century | 41° 25′ 16″ N, 1° 59′ 38″ E / 41.421241°N,1.993987°E ca:Carrer Pi i Margall 59 msnm       | bé integrant del patrimoni cultural català | Ca l'Obianc         | Modifica les dades a Wikidata |
|        | Cal Parrosés                               | Pallejà  | casa         | 20th century                                | 41° 25′ 16″ N, 1° 59′ 55″ E / 41.4212476°N,1.9987312°E ca:Carrer Vallès i Ribot, 7        |                                            |                     | Modifica les dades a Wikidata |
|        | Cal Ribot                                  | Pallejà  | casa         | Estil: arquitectura popular 1910s           | 41° 25′ 16″ N, 1° 59′ 51″ E / 41.4210642°N,1.9975676°E ca:Avinguda Prat de la Riba, 37    |                                            |                     | Modifica les dades a Wikidata |
|        | Cal senyor Pasqual                         | Pallejà  | casa         | 1924                                        | 41° 25′ 11″ N, 1° 59′ 51″ E / 41.4197692°N,1.9976218°E ca:Avinguda Prat de la Riba, 78    |                                            |                     | Modifica les dades a Wikidata |
|        | Can Daunis                                 | Pallejà  | casa         | Estil: arquitectura modernista              | 41° 25′ 17″ N, 1° 59′ 38″ E / 41.421314°N,1.993976°E ca:Passeig de les Masies, 36         |                                            |                     | Modifica les dades a Wikidata |
|        | Can Massana                                | Pallejà  | casa         | 18th century                                | 41° 25′ 16″ N, 1° 59′ 50″ E / 41.4209838°N,1.997245°E ca:Avinguda Prat de la Riba, 32     |                                            |                     | Modifica les dades a Wikidata |
|        | Can Roca                                   | Pallejà  | casa         | 1879                                        | 41° 25′ 38″ N, 1° 59′ 46″ E / 41.4272122°N,1.9960604°E ca:Avinguda de la Generalitat, 174 |                                            |                     | Modifica les dades a Wikidata |
|        | Cases Molins de Baix                       | Pallejà  | casa         | 1958                                        | 41° 24′ 57″ N, 1° 59′ 56″ E / 41.4157383°N,1.998758°E ca:Carrer de Molins Parera          |                                            |                     | Modifica les dades a Wikidata |
|        | Cases Molins de Dalt                       | Pallejà  | casa         | 1969                                        | 41° 25′ 36″ N, 1° 59′ 37″ E / 41.4266315°N,1.9936617°E ca:Plaça de Parera i Figueras      |                                            |                     | Modifica les dades a Wikidata |
|        | Villa Esperança                            | Pallejà  | casa         | Estil: arquitectura popular 18th century    | 41° 25′ 19″ N, 1° 59′ 47″ E / 41.42184°N,1.996305°E ca:Pl. Mossèn Cinto Verdaguer 49 msnm | bé integrant del patrimoni cultural català | Villa Esperança     | Modifica les dades a Wikidata |
|        | casa del carrer Sant Francesc              | Pallejà  | casa         | Estil: arquitectura popular                 | 41° 25′ 20″ N, 1° 59′ 45″ E / 41.422114°N,1.995967°E                                      | bé integrant del patrimoni cultural català |                     | Modifica les dades a Wikidata |
|        | casa dels Molins                           | Pallejà  | casa         |                                             | 41° 25′ 14″ N, 1° 59′ 52″ E / 41.4206444°N,1.9977452°E ca:Avinguda Prat de la Riba, 55    |                                            |                     | Modifica les dades a Wikidata |
|        | cases d'estiueig del carrer Joan Tarruella | Pallejà  | casa         | 1920s                                       | 41° 25′ 29″ N, 1° 59′ 43″ E / 41.4247429°N,1.9952077°E ca:Carrer de Joan Tarruella, 49-59 |                                            |                     | Modifica les dades a Wikidata |

## edifici
| imatge | Nom                           | Ubicat a | instància de                | Detalls | coordenades | Protecció | Commons (més fotos) | Dades a WD                    |
| ------ | ----------------------------- | -------- | --------------------------- | ------- | --- | --------- | ------------------- | ----------------------------- |
|        | Ca la Llúcia                  | Pallejà  | edifici edifici residencial | 1749    | 41° 25′ 18″ N, 1° 59′ 47″ E / 41.4215752°N,1.9965084°E 41° 25′ 17″ N, 1° 59′ 47″ E / 41.42152404785156°N,1.9964300394058228°E ca:Plaça Major |           |                     | Modifica les dades a Wikidata |
|        | Noviciat Mare del Diví Pastor | Pallejà  | edifici                     |         | 41° 25′ 15″ N, 1° 59′ 30″ E / 41.42075°N,1.991666°E                                                                                          |           |                     | Modifica les dades a Wikidata |
|        | Villa Gloria                  | Pallejà  | edifici                     |         | 41° 24′ 58″ N, 1° 59′ 50″ E / 41.4161494°N,1.997211°E ca:Carrer Àngel Guimerà, 1                                                             |           |                     | Modifica les dades a Wikidata |
|        | Villa Ramona                  | Pallejà  | edifici                     | 1920s   | 41° 25′ 14″ N, 1° 59′ 51″ E / 41.4205001°N,1.997417°E ca:Avinguda Prat de la Riba, 50                                                        |           |                     | Modifica les dades a Wikidata |
|        | forn de les Planes            | Pallejà  | edifici                     |         | 41° 24′ 59″ N, 1° 58′ 44″ E / 41.416527°N,1.9790235°E ca:Perllongament de la via dels Ametllers de Fonpineda cap a les Planes.               |           |                     | Modifica les dades a Wikidata |

## entitat singular de població
| imatge | Nom        | Ubicat a               | instància de                                                                   | Detalls  | coordenades                                                               | Protecció | Commons (més fotos) | Dades a WD                    |
| ------ | ---------- | ---------------------- | ------------------------------------------------------------------------------ | -------- | ------------------------------------------------------------------------- | --------- | ------------------- | ----------------------------- |
|        | Fontpineda | Pallejà Baix Llobregat | entitat singular de població suburbi urbanització                              | 2048 hab | 41° 25′ 09″ N, 1° 58′ 11″ E / 41.4191°N,1.96973°E 247 msnm                |           | Fontpineda          | Modifica les dades a Wikidata |
|        | Pallejà    | Pallejà                | entitat singular de població capital municipal ens local històric de Catalunya | 9559 hab | 41° 25′ 26″ N, 1° 59′ 42″ E / 41.42394°N,1.99505°E 44 msnm                |           |                     | Modifica les dades a Wikidata |
|        | la Magina  | Pallejà                | entitat singular de població                                                   | 204 hab  | 41° 24′ 53″ N, 1° 59′ 33″ E / 41.414835838329°N,1.9925826252722°E 80 msnm |           |                     | Modifica les dades a Wikidata |

## font
| imatge | Nom                 | Ubicat a | instància de | Detalls      | coordenades | Protecció | Commons (més fotos) | Dades a WD                    |
| ------ | ------------------- | -------- | ------------ | ------------ | --- | --------- | ------------------- | ----------------------------- |
|        | font de la Teula    | Pallejà  | font         | 20th century | 41° 26′ 04″ N, 1° 59′ 25″ E / 41.4343095°N,1.9902234°E ca:Camí que des del cementiri nou porta a la Roca d'Adroc. |           |                     | Modifica les dades a Wikidata |
|        | font de les Rovires | Pallejà  | font         | 20th century | 41° 25′ 48″ N, 1° 58′ 57″ E / 41.4299742°N,1.9824963°E ca:Camí de les Rovires, passat cal Coll.                   |           |                     | Modifica les dades a Wikidata |
|        | font del Carinyo    | Pallejà  | font         | 20th century | 41° 25′ 37″ N, 1° 59′ 16″ E / 41.42688888888889°N,1.9878333333333331°E ca:Camí de can Coll, passat can Seix       |           |                     | Modifica les dades a Wikidata |
|        | font dels Llorers   | Pallejà  | font         | 20th century | 41° 25′ 16″ N, 1° 59′ 40″ E / 41.4211447°N,1.9945255°E ca:Carrer darrere l'església de Santa Eulàlia.             |           |                     | Modifica les dades a Wikidata |

## forn de calç
| imatge | Nom                   | Ubicat a | instància de      | Detalls                     | coordenades | Protecció                                  | Commons (més fotos) | Dades a WD                    |
| ------ | --------------------- | -------- | ----------------- | --------------------------- | --- | ------------------------------------------ | ------------------- | ----------------------------- |
|        | Forn Albareda 1       | Pallejà  | forn de calç      |                             | 41° 25′ 54″ N, 1° 59′ 01″ E / 41.4317274°N,1.9836286°E ca:Camí de les Rovires, a gairebé un1 km des del cementiri nou.                                    |                                            |                     | Modifica les dades a Wikidata |
|        | Forn Albareda 2       | Pallejà  | forn de calç      |                             | 41° 25′ 59″ N, 1° 58′ 52″ E / 41.4329622°N,1.9809786°E ca:Camí de les Rovires cap als Tres Turons, a l'altura del Puig de l'Àliga, prop de la barraca 19. |                                            |                     | Modifica les dades a Wikidata |
|        | Forn de Cal Xic Bonic | Pallejà  | forn de calç      | Estil: arquitectura popular | 41° 25′ 09″ N, 1° 59′ 24″ E / 41.41926°N,1.98989°E ca:Camí del Forn                                                                                       | bé integrant del patrimoni cultural català |                     | Modifica les dades a Wikidata |
|        | Forn de les Rovires   | Pallejà  | forn de calç      |                             | 41° 25′ 59″ N, 1° 58′ 51″ E / 41.4330547°N,1.9808073°E ca:Corriol que des del camí de les Rovires mena als Tres Turons, a mig camí i al costat de ponent. |                                            |                     | Modifica les dades a Wikidata |
|        | Forn dels Barrals     | Pallejà  | forn de calç forn | 1898                        | 41° 25′ 58″ N, 1° 59′ 34″ E / 41.4328617°N,1.9926907°E ca:Camí del cementiri nou.                                                                         |                                            |                     | Modifica les dades a Wikidata |

## masia
| imatge | Nom                       | Ubicat a | instància de | Detalls                                                              | coordenades                                                                                              | Protecció                                  | Commons (més fotos)       | Dades a WD                    |
| ------ | ------------------------- | -------- | ------------ | -------------------------------------------------------------------- | --- | ------------------------------------------ | ------------------------- | ----------------------------- |
|        | Ca l'Esquerrà             | Pallejà  | masia        | Estil: arquitectura popular 17th century                             | 41° 25′ 14″ N, 1° 59′ 37″ E / 41.420424°N,1.993677°E ca:Camí de les Masies 75 msnm                       | bé integrant del patrimoni cultural català | Ca l'Esquerrà (Pallejà)   | Modifica les dades a Wikidata |
|        | Ca l'Olivella             | Pallejà  | masia        | Estil: arquitectura modernista 20th century                          | 41° 25′ 10″ N, 1° 59′ 56″ E / 41.419487°N,1.998754°E ca:C. Joan Maragall, 1 33 msnm                      | bé integrant del patrimoni cultural català | Ca l'Olivella (Pallejà)   | Modifica les dades a Wikidata |
|        | Ca n'Albareda de la Plaça | Pallejà  | masia        | Estil: arquitectura popular 17th century                             | 41° 25′ 19″ N, 1° 59′ 45″ E / 41.421844°N,1.995872°E ca:Pl. Mossèn Cinto Verdaguer 44 msnm               | bé integrant del patrimoni cultural català | Ca n'Albareda de la Plaça | Modifica les dades a Wikidata |
|        | Ca n'Amigonet             | Pallejà  | masia        |                                                                      | 41° 25′ 51″ N, 1° 59′ 38″ E / 41.4307437515054°N,1.99380233250011°E                                      |                                            |                           | Modifica les dades a Wikidata |
|        | Cal Guarda                | Pallejà  | masia        | 17th century                                                         | 41° 25′ 50″ N, 1° 59′ 37″ E / 41.4304604°N,1.9937294°E ca:Disseminats ca n'Amigonet                      |                                            |                           | Modifica les dades a Wikidata |
|        | Cal Pablo                 | Pallejà  | masia        | Estil: arquitectura eclèctica 19th century                           | 41° 25′ 18″ N, 1° 59′ 51″ E / 41.421771°N,1.997532°E ca:Avinguda Prat de la Riba, 27                     | bé integrant del patrimoni cultural català | Cal Pablo (Pallejà)       | Modifica les dades a Wikidata |
|        | Can Duran                 | Pallejà  | masia        | 16th century                                                         | 41° 25′ 12″ N, 1° 59′ 32″ E / 41.420069°N,1.992334°E ca:Camí de les Canteres                             |                                            |                           | Modifica les dades a Wikidata |
|        | Can Nubiola               | Pallejà  | masia        | 20th century                                                         | 41° 25′ 10″ N, 1° 59′ 56″ E / 41.4195437°N,1.9989758°E ca:Avinguda 11 de setembre, 10                    |                                            |                           | Modifica les dades a Wikidata |
|        | Can Pocoll                | Pallejà  | masia        | 18th century                                                         | 41° 25′ 31″ N, 1° 59′ 24″ E / 41.4252344455016°N,1.99005782887161°E ca:Camí de can Pocoll.               |                                            |                           | Modifica les dades a Wikidata |
|        | Can Sala                  | Pallejà  | masia        | Estil: arquitectura popular 17th century                             | 41° 25′ 29″ N, 1° 59′ 30″ E / 41.424637°N,1.991792°E ca:Carretera de Fontpineda                          | bé integrant del patrimoni cultural català |                           | Modifica les dades a Wikidata |
|        | Can Salaverd              | Pallejà  | masia        | Estil: arquitectura popular 17th century                             | 41° 25′ 24″ N, 1° 59′ 26″ E / 41.423221°N,1.990493°E ca:Carretera de Fontpineda                          | bé integrant del patrimoni cultural català |                           | Modifica les dades a Wikidata |
|        | Can Seix                  | Pallejà  | masia        | Arquitecte: Modest Feu i Estrada Estil: arquitectura modernista 1911 | 41° 25′ 34″ N, 1° 59′ 22″ E / 41.426163°N,1.989496°E ca:camí Font de les Rovires                         | bé integrant del patrimoni cultural català | Can Seix (Pallejà)        | Modifica les dades a Wikidata |
|        | Can Sona Vell             | Pallejà  | masia        | Estat: enderrocat o destruït                                         | 41° 25′ 19″ N, 1° 59′ 48″ E / 41.421997222222224°N,1.9966°E ca:C. Miquel Ricart, 1 Pallejà 08780 Pallejà | bé integrant del patrimoni cultural català |                           | Modifica les dades a Wikidata |
|        | Laverd                    | Pallejà  | masia        | Estat: ruïnós                                                        | 41° 25′ 28″ N, 1° 59′ 19″ E / 41.4243563974023°N,1.98853962894122°E                                      |                                            |                           | Modifica les dades a Wikidata |
|        | Montmany de Sobreroca     | Pallejà  | masia        | Estil: arquitectura popular                                          | 41° 25′ 28″ N, 1° 58′ 27″ E / 41.424407°N,1.974195°E ca:Via Maria                                        | bé integrant del patrimoni cultural català |                           | Modifica les dades a Wikidata |
|        | la Torroja                | Pallejà  | masia        | Estil: arquitectura popular 13rd century                             | 41° 25′ 28″ N, 2° 00′ 02″ E / 41.42444444444445°N,2.0005555555555556°E ca:Riera Creueta 55 msnm          | bé integrant del patrimoni cultural català | Mas la Torroja            | Modifica les dades a Wikidata |

## muntanya
| imatge | Nom              | Ubicat a                     | instància de | Detalls | coordenades                                                         | Protecció | Commons (més fotos)  | Dades a WD                    |
| ------ | ---------------- | ---------------------------- | ------------ | ------- | ------------------------------------------------------------------- | --------- | -------------------- | ----------------------------- |
|        | Gratallops       | Pallejà                      | muntanya     |         | 41° 25′ 42″ N, 1° 58′ 20″ E / 41.42847222°N,1.97236111°E 308.2 msnm |           |                      | Modifica les dades a Wikidata |
|        | Penya de l'Àliga | Corbera de Llobregat Pallejà | muntanya     |         | 41° 25′ 56″ N, 1° 58′ 27″ E / 41.43222222°N,1.97416667°E 285.6 msnm |           |                      | Modifica les dades a Wikidata |
|        | Roca de Droc     | Pallejà                      | muntanya     |         | 41° 26′ 10″ N, 1° 59′ 12″ E / 41.43622222°N,1.98669444°E 155.1 msnm |           |                      | Modifica les dades a Wikidata |
|        | Turó de la Cova  | la Palma de Cervelló Pallejà | muntanya     |         | 41° 25′ 06″ N, 1° 56′ 55″ E / 41.4182°N,1.94867°E 280.4 msnm        |           |                      | Modifica les dades a Wikidata |
|        | els Tres Turons  | Pallejà                      | muntanya     |         | 41° 26′ 04″ N, 1° 59′ 02″ E / 41.43451333°N,1.98395167°E 178.6 msnm |           |                      | Modifica les dades a Wikidata |
|        | les Planes       | Pallejà                      | muntanya     |         | 41° 25′ 08″ N, 1° 59′ 13″ E / 41.4188°N,1.98706°E 267 msnm          |           | Les Planes (Pallejà) | Modifica les dades a Wikidata |

## obra escultòrica
| imatge | Nom                                                       | Ubicat a | instància de     | Detalls | coordenades | Protecció | Commons (més fotos) | Dades a WD                    |
| ------ | --------------------------------------------------------- | -------- | ---------------- | ------- | --- | --------- | ------------------- | ----------------------------- |
|        | Escultura 'Torres de les cultures'                        | Pallejà  | obra escultòrica | 2000s   | 41° 25′ 01″ N, 2° 00′ 01″ E / 41.4170055°N,2.0003514°E ca:Rotonda situada a la Ronda de Santa Eulàlua amb carrer de Cervantes   |           |                     | Modifica les dades a Wikidata |
|        | Escultura 'l'abraçada'                                    | Pallejà  | obra escultòrica | 2000s   | 41° 25′ 19″ N, 2° 00′ 00″ E / 41.4219614°N,1.9999481°E ca:Carrer de Sant Isidre                                                 |           |                     | Modifica les dades a Wikidata |
|        | Escultura en homenatge a Santa Eulàlia                    | Pallejà  | obra escultòrica | 2010s   | 41° 24′ 55″ N, 2° 00′ 00″ E / 41.4151407°N,1.9998644°E ca:Rotonda de l'Avinguda de Prat de la Riba amb ronda de Santa Eulàlia.  |           |                     | Modifica les dades a Wikidata |
|        | Escultura en homenatge a la sardana                       | Pallejà  | obra escultòrica | 2000s   | 41° 25′ 18″ N, 1° 59′ 49″ E / 41.4216777°N,1.9969778°E ca:Avinguda Prat de la Riba, 24                                          |           |                     | Modifica les dades a Wikidata |
|        | Escultura en homenatge als 25 anys de la coral Pau Casals | Pallejà  | obra escultòrica | 2002    | 41° 25′ 18″ N, 1° 59′ 53″ E / 41.4217582°N,1.9979896°E ca:Carrer de Nostra Senyora de Loreto, a llevant del parc de la Molinada |           |                     | Modifica les dades a Wikidata |

## rellotge de sol
| imatge | Nom                                         | Ubicat a | instància de    | Detalls      | coordenades                                                                                | Protecció | Commons (més fotos) | Dades a WD                    |
| ------ | ------------------------------------------- | -------- | --------------- | ------------ | ------------------------------------------------------------------------------------------ | --------- | ------------------- | ----------------------------- |
|        | Rellotge de sol de ca l'Esperanceta         | Pallejà  | rellotge de sol | 1920s        | 41° 25′ 19″ N, 1° 59′ 47″ E / 41.4218145°N,1.9963118°E ca:Plaça de mossèn Cinto Verdaguer. |           |                     | Modifica les dades a Wikidata |
|        | Rellotge de sol del carrer del Mestre Falla | Pallejà  | rellotge de sol | 20th century | 41° 24′ 58″ N, 1° 59′ 48″ E / 41.4160046°N,1.996741°E ca:Carrer del Mestre Falla           |           |                     | Modifica les dades a Wikidata |
|        | Rellotge de sol del castell                 | Pallejà  | rellotge de sol | 1996         | 41° 25′ 18″ N, 1° 59′ 49″ E / 41.4216973°N,1.9968336°E ca:Carrer Major                     |           |                     | Modifica les dades a Wikidata |

## xemeneia de fàbrica
| imatge | Nom                                 | Ubicat a | instància de        | Detalls      | coordenades                                                                               | Protecció | Commons (més fotos) | Dades a WD                    |
| ------ | ----------------------------------- | -------- | ------------------- | ------------ | ----------------------------------------------------------------------------------------- | --------- | ------------------- | ----------------------------- |
|        | xemeneia de la Bòbila Roca          | Pallejà  | xemeneia de fàbrica | 20th century | 41° 24′ 36″ N, 2° 00′ 05″ E / 41.4100494°N,2.0015181°E ca:Avinguda Prat de la Riba, 184   |           |                     | Modifica les dades a Wikidata |
|        | xemeneia de la fàbrica tèxtil Matas | Pallejà  | xemeneia de fàbrica | 1940s        | 41° 24′ 58″ N, 2° 00′ 03″ E / 41.4160881°N,2.0009174°E ca:Carrer del Pla de l'Olivella, 4 |           |                     | Modifica les dades a Wikidata |

## Misc
| imatge | Nom                                  | Ubicat a                                                                          | instància de                                       | Detalls                                                   | coordenades | Protecció                                            | Commons (més fotos)      | Dades a WD                    |
| ------ | ------------------------------------ | --------------------------------------------------------------------------------- | -------------------------------------------------- | --------------------------------------------------------- | --- | ---------------------------------------------------- | ------------------------ | ----------------------------- |
|        | Castell de Pallejà                   | Pallejà                                                                           | castell                                            | Estil: arquitectura del Renaixement                       | 41° 25′ 18″ N, 1° 59′ 48″ E / 41.421748175641°N,1.9967307369489°E ca:Avinguda Prat de la Riba, 10 41 msnm | bé d'interès cultural bé cultural d'interès nacional | Castell de Pallejà       | Modifica les dades a Wikidata |
|        | Cementiri nou de Pallejà             | Pallejà                                                                           | cementiri                                          |                                                           | 41° 25′ 53″ N, 1° 59′ 32″ E / 41.43126476678642°N,1.9921410083770752°E |                                                      |                          | Modifica les dades a Wikidata |
|        | Espai Natural de les Rovires         | Pallejà                                                                           | indret                                             |                                                           | 41° 25′ 49″ N, 1° 58′ 58″ E / 41.4301871°N,1.9827652°E ca:Entorn a la font de les Rovires. |                                                      |                          | Modifica les dades a Wikidata |
|        | Estació de Pallejà                   | Pallejà                                                                           | estació de ferrocarril edifici estació subterrània |                                                           | 41° 25′ 15″ N, 1° 59′ 44″ E / 41.420916666667°N,1.9955277777778°E |                                                      |                          | Modifica les dades a Wikidata |
|        | Les Planes                           | Pallejà                                                                           | vèrtex geodèsic                                    | Alt: 1.2m                                                 | 41° 25′ 07″ N, 1° 59′ 13″ E / 41.418562°N,1.986868°E 268.409 msnm |                                                      |                          | Modifica les dades a Wikidata |
|        | Llobregat                            | Catalunya província de Barcelona Catalunya Central Àmbit Metropolità de Barcelona | riu                                                | Desemboca: mar Mediterrània Llarg: 175km Conca: 4948.3km² | 42° 16′ 57″ N, 2° 00′ 46″ E / 42.282412°N,2.012826°E 41° 18′ 08″ N, 2° 07′ 55″ E / 41.302248°N,2.131948°E |                                                      | Llobregat                | Modifica les dades a Wikidata |
|        | Molí de Can Salaverd                 | Pallejà                                                                           | molí d'aigua                                       | Estil: arquitectura popular 16th century                  | 41° 25′ 22″ N, 1° 59′ 29″ E / 41.42271°N,1.99138°E ca:Camí dels Masets | bé integrant del patrimoni cultural català           |                          | Modifica les dades a Wikidata |
|        | Pedrera del Turó Roig                | Pallejà                                                                           | pedrera                                            |                                                           | 41° 24′ 45″ N, 1° 59′ 07″ E / 41.4124475459834°N,1.98535024996405°E |                                                      |                          | Modifica les dades a Wikidata |
|        | Pintura mural de l'institut          | Pallejà                                                                           | element arquitectònic mural                        | 2021                                                      | 41° 25′ 38″ N, 1° 59′ 35″ E / 41.42711°N,1.9929923°E 41° 25′ 38″ N, 1° 59′ 35″ E / 41.427093505859375°N,1.993082046508789°E ca:Carrer de Nostra Senyora de Montserrat. ca:Carrer de nostra Senyora de Montserrat. Escales de l'Institut |                                                      |                          | Modifica les dades a Wikidata |
|        | Polígon industrial Camps d'en Ricard | Pallejà                                                                           | polígon industrial                                 |                                                           | 41° 24′ 47″ N, 2° 00′ 13″ E / 41.4129677694202°N,2.00364883405325°E |                                                      |                          | Modifica les dades a Wikidata |
|        | Pont Vell                            | Pallejà                                                                           | pont                                               | Estil: arquitectura popular 1484 Estat: ruïnós            | 41° 25′ 44″ N, 2° 00′ 00″ E / 41.4288063°N,1.9999593°E ca:A la llera del riu Llobregat, a l'altura de l'escola la Garalda i el Molí de l'Argemí.                                                                                        | bé integrant del patrimoni cultural català           |                          | Modifica les dades a Wikidata |
|        | Sala Pal·ladius                      | Pallejà                                                                           | edifici públic edifici                             | 2007                                                      | 41° 25′ 24″ N, 1° 59′ 53″ E / 41.4233512878418°N,1.998113036155701°E 41° 25′ 24″ N, 1° 59′ 53″ E / 41.4232224°N,1.9981323°E ca:Carrer Velàzquez, 10 / Mare de Déu de Loreto, 20 ca:Nostra Senyora de Loreto, 20                         |                                                      |                          | Modifica les dades a Wikidata |
|        | Santa Eulàlia de Pallejà             | Pallejà                                                                           | església                                           | Estil: neoclassicisme                                     | 41° 25′ 16″ N, 1° 59′ 42″ E / 41.421153°N,1.994884°E ca:Passeig Jaume Balmes | bé integrant del patrimoni cultural català           | Santa Eulàlia de Pallejà | Modifica les dades a Wikidata |
|        | ajuntament de Pallejà                | Pallejà                                                                           | casa consistorial                                  | Estil: arquitectura eclèctica                             | 41° 25′ 21″ N, 1° 59′ 48″ E / 41.422596°N,1.996779°E ca:Carrer del Sol, 1 | bé integrant del patrimoni cultural català           | Ajuntament de Pallejà    | Modifica les dades a Wikidata |
|        | avinguda Prat de la Riba             | Pallejà                                                                           | conjunt d'edificis                                 |                                                           | 41° 25′ 14″ N, 1° 59′ 51″ E / 41.4205739°N,1.9975758°E ca:Avinguda de Prat de la Riba |                                                      |                          | Modifica les dades a Wikidata |
|        | carrer Ricart                        | Pallejà                                                                           | carrer                                             | Estil: arquitectura popular                               | 41° 25′ 19″ N, 1° 59′ 47″ E / 41.422066°N,1.996413°E | bé integrant del patrimoni cultural català           |                          | Modifica les dades a Wikidata |
|        | les Masies de Sant Roc               | Pallejà                                                                           | nucli de població                                  |                                                           | 41° 25′ 33″ N, 1° 59′ 33″ E / 41.4256971517551°N,1.9924920254874°E |                                                      |                          | Modifica les dades a Wikidata |
|        | plaça de l'Estació                   | Pallejà                                                                           | plaça conjunt urbà                                 | 2007                                                      | 41° 25′ 15″ N, 1° 59′ 45″ E / 41.42072296142578°N,1.995705008506775°E ca:Plaça de l'Estació |                                                      |                          | Modifica les dades a Wikidata |